# Abd el-Basset Ali al-Megrahi
Abdelbaset Ali Mohmed al-Megrahi, in arabo عبد الباسط محمد علي المقرحي‎?, Abdu l-Bāsiṭ ʿAlī Muḥammad al-Maqraḥī (Tripoli, 1º aprile 1952 – Tripoli, 20 maggio 2012), è stato un agente segreto libico, ufficiale della Mukhabarat el-Jamahiriya, capo della sicurezza per la Libyan Arab Airlines e direttore del Centro di Studi Strategici di Tripoli.

## Biografia
Megrahi è stato condannato all'ergastolo e incarcerato nel 2001 per essere stato uno degli esecutori dell'attentato al volo Pan Am 103, esploso in volo sulla città di Lockerbie, in Scozia, il 21 dicembre del 1988 causando la morte di 270 persone. Nel 2009, essendo stato dichiarato malato terminale di tumore alla prostata, è stato scarcerato per motivi di salute ed è rientrato in Libia. In seguito al cambio di governo in Libia, successivo alla caduta di Muammar Gheddafi, il Segretario di Stato Hillary Clinton ha richiesto che l'agente fosse riconsegnato alle autorità scozzesi e incarcerato nuovamente, ma il Consiglio nazionale di transizione libico ha rifiutato di consegnare l'agente. Megrahi è stato ricoverato a Tripoli, dove è morto il 20 maggio 2012 all'età di 60 anni. Ha lasciato la moglie Aisha (sposata dal 1982), da cui ha avuto quattro figli. La famiglia continua a battersi per la riabilitazione del suo nome, ritenendolo vittima di un complotto ordito da terzi agenti libici e/o di paesi quali Siria e Iran.